# Léon II d'Abkhazie
Léon II d’Abkhazie  (en géorgien : ლეონ II, Leon II ; mort en 826) est duc impérial des Abkhazes puis roi d’Abkhazie de 782 à 826.

## Biographie
Léon II est le fils cadet de Théodore, duc des Abkhazes, le frère cadet de Léon Ier, et d’une fille du khan des Khazars.  
Selon la Chronique géorgienne, Léon, dont la famille est demeurée jusqu’alors vassale de l’Empire grec, met à profit l’affaiblissement de ce dernier face aux incursions des Arabes pour se proclamer indépendant.
Il  bénéficie également de la perte d’influence sur l’Ibérie du dernier prince de la dynastie des « Chosroïdes », Djouanscher Ier de Kakhétie, le fils d’Artchil Ier le Martyr, face à ces mêmes Arabes, aux hordes de Khazars de son grand-père maternel et enfin à l’usurpation de l’éristhaw de Kakhétie Grigol, qui se proclame Chorévêque.
Léon II, qui s’est emparé de toute l’Abkhazie et de l’Égris jusqu’au mont Likh, n’hésite pas à prendre la titulature royale comme roi d’Abkhazie vers 790. Le roi Léon II serait à l'origine de l'adoption du nom d'Abkhazie pour le pays à la place de celui d'Égris. Il aurait de plus divisé le pays en huit « éristhawats » :
1. Abkhazie ;
2. Tzkhom (région d'Anacophia) ;
3. Bédia ;
4. Gourie ;
5. Racha-Lechkumi ;
6. Svanétie ;
7. Choropan ;
8. Koutaïssi.

Léon II serait enfin à l'origine de la construction de la ville de Koutaïssi qui serait ainsi devenue une seconde capitale avec Anacophia.

## Postérité
D’une épouse inconnue, Léon II laisse trois fils qui se succéderont sur le trône d’Abkhazie :
- Théodose II d'Abkhazie ;
- Démétrius II d'Abkhazie ;
- Georges Ier d'Abkhazie.

## Hypothèse
Dans son étude récente, Christian Settipani estime en s'appuyant sur le Divan des rois d'Abkhazie que Léon II ne parvient au pouvoir qu’après la disparition de son frère aîné Constantin, duc des Abkhazes, mort vers 780, puis celle vers 782 de son cousin Démétre, le fils de Léon Ier, qui est l’héritier de la branche aînée de la famille des « Antchabades » ou « Antchabadzé ». Afin de maintenir la durée de règne de 45 ans attribuée à Léon par le Divan des rois d'Abkhazie, il propose de reporter son décès à l’année 826.